# Nauzet Alemán
Nauzet Alemán Viera (Las Palmas de Gran Canaria, 25 de febrero de 1985) es un exfutbolista y entrenador español. Formado como futbolista en la U. D. Las Palmas.

## Trayectoria
Nauzet se incorporó la U. D. Las Palmas en edad cadete, pasando por todas las secciones del club, siendo convocado con 17 años por Fernando Vázquez para varios partidos de primera división en la temporada 2001-02, si bien no debutó en el primer equipo hasta el 2003-04, fue en Los Pajaritos el 14 de septiembre de 2003.
En la temporada 2005-06 consiguió el ascenso a segunda con la U. D. Las Palmas, colaborando decisivamente en dicho evento con un gol en los últimos minutos en Anoeta, que supuso la eliminación de la Real Sociedad B en la primera eliminatoria por el ascenso, que finalmente culminaría en la definitiva eliminatoria contra el CD Linares, en la cual Nauzet sirvió el centro para el decisivo gol (1-0) de Márquez.
Tras tres temporadas en segunda en 2009 se fue al Real Valladolid con la carta de libertad, firmando hasta el 30 de junio de 2012. Con el club pucelano vivió el descenso en su primer año y tras dos temporadas en segunda, contribuyó a devolver a su equipo a Primera. Días después de este logro se hizo oficial que no renovaría su contrato, para firmar hasta 2017 con el club donde se inició como futbolista.
En la temporada 2016-17 apenas participa en el equipo en primera y llega a ser apartado por problemas disciplinarios. Al final de la temporada rescinde su contrato. Tras un año en blanco, en agosto de 2017 ficha por la Unión Deportiva Almería en la Segunda División de España. El 11 de diciembre rescindió el contrato alegando razones personales. Tres semanas más tarde hizo pública su decisión de retirarse de la práctica profesional del fútbol.
Un año más tarde volvió a la práctica activa del fútbol, incorporándose al Arucas C. F. en la Preferente Insular. Un gol suyo de falta directa fue el definitivo para conseguir el ascenso a Tercera División. Permaneció en dicho club hasta 2023 donde volvió a retirarse.
Semanas más tarde se incorporó al cuerpo técnico de Las Palmas Atlético, ejerciendo de ayudante de Raúl Martín en Tercera Federación. Estuvo dos años, en los que alcanzó el ascenso a Segunda Federación. En julio de 2025 se desvinculó del club amarillo.

## Clubes y estadísticas
Actualizado al último partido jugado el 22 de octubre de 2022.
| Club                         | Temporada | División     | Part. | Goles | Asist. |
| ---------------------------- | --------- | ------------ | ----- | ----- | ------ |
| Las Palmas Atlético · España | 2002-03   | Tercera      | -     | -     | -      |
| U. D. Las Palmas · España    | 2002-03   | Segunda      | 10    | 0     | -      |
| U. D. Las Palmas · España    | 2003-04   | Segunda B    | -     | -     | -      |
| U. D. Las Palmas · España    | 2004-05   | Segunda B    | -     | -     | -      |
| U. D. Las Palmas · España    | 2006-07   | Segunda      | 15    | 1     | -      |
| U. D. Las Palmas · España    | 2007-08   | Segunda      | 29    | 3     | -      |
| U. D. Las Palmas · España    | 2008-09   | Segunda      | 36    | 5     | -      |
| Real Valladolid · España     | 2009-10   | Primera      | 26    | 6     | 3      |
| Real Valladolid · España     | 2009-10   | Copa         | 1     | 0     | 1      |
| Real Valladolid · España     | 2010-11   | Segunda      | 33    | 7     | 11     |
| Real Valladolid · España     | 2010-11   | Copa         | 2     | 1     | 2      |
| Real Valladolid · España     | 2011-12   | Segunda      | 35    | 9     | 1      |
| Real Valladolid · España     | 2011-12   | Copa         | 1     | 0     | 0      |
| U. D. Las Palmas · España    | 2012-13   | Segunda      | 38    | 5     | 9      |
| U. D. Las Palmas · España    | 2012-13   | Copa         | 5     | 0     | 1      |
| U. D. Las Palmas · España    | 2013-14   | Segunda      | 31    | 5     | 5      |
| U. D. Las Palmas · España    | 2013-14   | Copa         | 1     | 1     | 0      |
| U. D. Las Palmas · España    | 2014-15   | Segunda      | 28    | 9     | 6      |
| U. D. Las Palmas · España    | 2014-15   | Copa         | 1     | 1     | 0      |
| U. D. Las Palmas · España    | 2015-16   | Primera      | 10    | 0     | 0      |
| U. D. Las Palmas · España    | 2015-16   | Copa         | 2     | 0     | 1      |
| U. D. Almería · España       | 2017-18   | Segunda      | 7     | 0     | 1      |
| U. D. Almería · España       | 2017-18   | Copa         | 1     | 0     | 0      |
| Arucas C. F. · España        | 2018-19   | Preferente   | -     | -     | -      |
| Arucas C. F. · España        | 2019-20   | Preferente   | -     | -     | -      |
| Arucas C. F. · España        | 2020-21   | Tercera      | 17    | 1     | -      |
| Arucas C. F. · España        | 2021-22   | Tercera RFEF | 15    | 0     | -      |
| Arucas C. F. · España        | 2022-23   | Tercera Fed. | 4     | 2     | -      |